# 橋口洋平
橋口 洋平（はしぐち ようへい、1983年12月14日 - ）は、日本のボーカリスト、ギタリスト、ソングライター。ポップロックバンド「wacci」のメンバー。東京都青梅市出身。立教大学社会学部現代文化学科卒業。

## 概要
- wacciのほぼ全ての楽曲の作詞・作曲を手掛けている。主に使用している楽器はアコースティック・ギターである。また、ギターの他にブルースハープを演奏することがある。
- ソングライターとして、藤木直人の『TAXI』、『夢の答え』、『Birthday』や中谷優心の『若葉ラバー』など、他アーティストへの楽曲提供も行っている。
- wacci結成前は「cocorotron（ココロトロン）」というグループで活動していた。2度の脱サラを経て、現在に至っている。

## 人物
- 眼鏡をかけているが、レンズの入っていない伊達眼鏡である。
- ドラえもん好きを公表している。自ら描くことも好きで、様々な角度のドラえもんを描けることを特技と自負している。
- wacciの公式キャラクターである「ワチ公」のモデルである。

## 楽曲提供
鈴木愛理
- 「光 (Live at Nippon Budokan 2021.10.13)」（作詞・作曲）

鈴木雅之
- 「言葉にすれば」（作詞・作曲）

中谷優心
- 「若葉ラバー」（作詞）

藤木直人
- 「TAXI」（作詞・作曲）
- 「夢の答え」（作詞・作曲）
- 「Birthday」（作詞・作曲）

松浦航大
- 「七色」（作詞・作曲）

Hey! Say! JUMP
- 「ナイモノネダリ」（作詞・作曲）

V6
- 「鏡」（作詞・作曲）

ジャニーズWEST
- 「涙腺」（作詞・作曲）
- 「あじわい」（作詞・作曲）

高城れに（ももいろクローバーZ）
- 「じゃないほう」（作詞・作曲）

天月-あまつき-
- 「赤い糸」（作詞・作曲）

MARiA（GARNiDELiA）
- 「コンコース」（作詞・作曲）

TFG
- 「瞬間」（作詞・作曲）

上野優華
- 「あなたの彼女じゃないんだね」（作詞・作曲）

門脇更紗
- 「私にして」（作詞・作曲）

C.I.A.
- 「君に恋をしてから」（作詞・作曲）

しまじろうのわお!
- 「Come on!! Kome!!（カモン!! コメ!!）」（作詞・作曲）

EUPHORIA
- 「Be my lover（作詞）

Pipping Hot
- 「Uncover」（作詞・作曲）